# Каскаролла
Каскаролла, или Кротон элютерия (лат. Croton eluteria) — растение семейства Молочайные (Euphorbiaceae), вид рода Кротон, произрастающее на Багамских островах и Кубе. Натурализовалось в других тропических районах Америки.

## Биологическое описание
Это — небольшое дерево высотой до 6 м с белыми ароматными цветками. Кора дерева также очень ароматна и часто покрыта лишайниками.

## Химический состав
Кора содержит 1—3 % эфирного масла, представляющего собой сложную смесь терпенов и дитерпенов. В его состав входят пинен, ванилин, d-лимонен, туйен, эвгенол и другие компоненты. Помимо эфирного масла, в коре дерева содержатся также смола, танин и лигнин.

## Использование
Кора дерева используется, как пряно-ароматическое средство. Она добавляется в качестве ароматной горечи в различные ликёры, особенно в вермуты и кампари. Её также применяют для ароматизации нюхательного табака и в лекарственных целях.

## Таксономия
Известно большое количество синонимов этого вида растения:
- Cascarilla officinalis Raf., nom. illeg.
- Clutia cascarilla L.
- Clutia decandra Crantz
- Clutia eluteria L.
- Croton cascarilla (L.) L.
- Croton cascarilloides Geiseler, nom. illeg.
- Croton eluteria Benn., nom. illeg.
- Croton eluteria subsp. homolepidus (Müll.Arg.) Borhidi
- Croton homolepidus Müll.Arg.
- Croton rosmarinifolius Salisb., nom. illeg.
- Oxydectes cascarilla (L.) Kuntze
- Oxydectes cascarilloides Kuntze
- Oxydectes eluteria (L.) Kuntze
- Oxydectes homolepida (Müll.Arg.) Kuntze